# Cultura di Koban

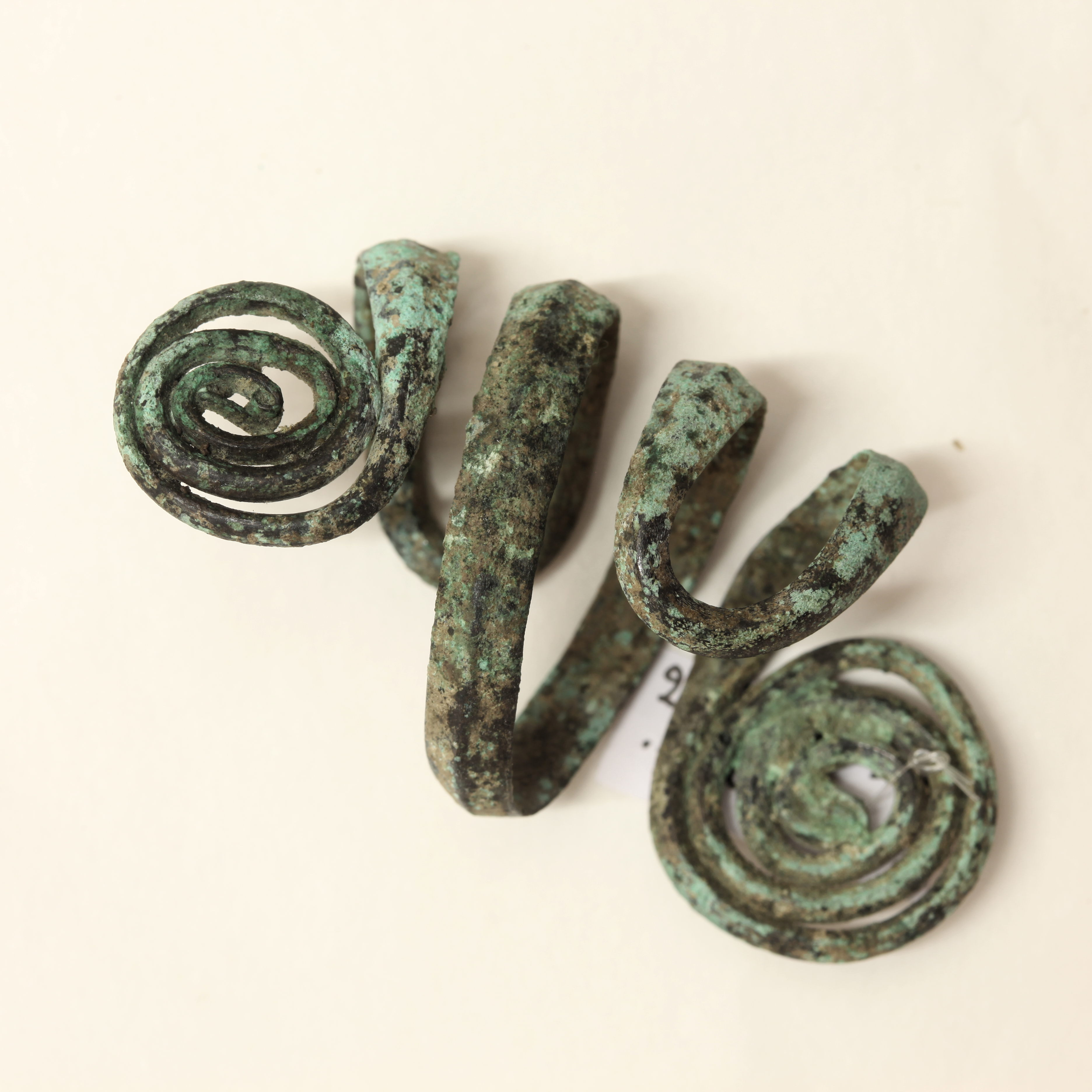

La cultura di Koban o cultura Koban (estesasi nell'arco di tempo che va dal 1100 al 400 a.C.) è una cultura della tarda età del bronzo e dell'età del ferro, localizzata nel Caucaso settentrionale e centrale, preceduta dalla cultura colchica del Caucaso occidentale.
Il suo nome deriva dal villaggio di Koban,  Ossezia Settentrionale, dove nel 1869 vennero scoperti in un kurgan asce da guerra, pugnali, elementi decorativi e altri oggetti. Successivamente sono stati scoperti altri siti nel Caucaso centrale.